# Natalité
La natalité est l'étude du nombre de naissances au sein d'une population.
Il ne faut pas la confondre avec la fécondité qui est l'étude du nombre des naissances par femme en âge de procréer.
On distingue :
- la natalité, ensemble des naissances dans une population pour une année déterminée.
- le taux de natalité, nombre de naissances pour 1 000 habitants pour une année donnée.

## Par pays

### Europe
Après la fin du Baby boom, l'Europe entre dans une phase de "vieillissement" (papy boom) avec en 2022 (après une hausse de fécondité observée de 2002 à 2008), pour la première fois depuis 1960, un nombre de naissances vivantes par femme repassant sous les 4 millions/an, soit un des taux de fécondité se rapprochant de niveaux observés vingt ans plus tôt (en 2022, l'indice synthétique de fécondité était pour l'UE de 1,46 naissance vivante par femme, se rapprochant des niveaux du début des années 2000 (1,4). En 2022, dans l'UE, la France est le pays le plus "fécond" et si l'on inclut l'Association européenne de libre-échange (AELE), le Royaume-Uni et les pays candidats à l'UE, C'est en Géorgie (1,83 enfants par femme) et en Moldavie (1,81) puis en France qu'on faisait le plus d'enfants, et à Malte (1,08), en Espagne (1,16), et en Italie (1,24), qu'on en faisait le moins. 

#### France
La natalité en France mesure le nombre de naissances vivantes sur le territoire national pendant une période donnée. Elle est caractérisée par différents indicateurs qui permettent d'évaluer les dynamiques de son évolution : le taux de natalité, le taux de fécondité, l'indicateur conjoncturel de fécondité, la descendance finale.
Stable à un million par an dans le deuxième tiers du XIXe siècle, le nombre des naissances vivantes (territoire actuel) diminue à partir de 1885 jusqu’à la Seconde Guerre mondiale. Après la Libération, la France connaît un baby-boom, comme la plupart des pays industriels. Pendant près de 30 ans, de 1946 à 1974, le nombre annuel de naissances vivantes dépasse 800 000, et même 850 000 dans les années 1947 à 1950, 1963 à 1966, puis 1970 à 1973. En 2024, ce nombre est estimé à 663 000, en baisse par rapport à 2023 (−14 803 naissances, soit -2,2 %) et, plus globalement, par rapport à 2010 (832 799 naissances, soit - 21,5 %), exception faite de la reprise de 2021, où le nombre de naissances augmente à la suite d’un creux observé neuf mois après le confinement du printemps 2020, mis en place lors de la crise sanitaire liée au Covid-19. Le cas particulier de Mayotte avec 4,2 naissances par femme en 2022 contre 1,8 en métropole est à signaler.
Le taux de natalité, rapport du nombre de naissances vivantes de l'année à la population totale moyenne de l'année, évolue de 23 ‰ en 1901 à 9,7 ‰ en 2024.
Les taux de fécondité des femmes de moins de 30 ans sont en baisse depuis les années 2000. Celui des femmes de 30 à 34 ans est aussi en baisse, mais seulement depuis les années 2010 : de 13,1 enfants pour 100 femmes en 2014 à 12,6 en 2019 et 11,5 en 2023.
L'indicateur conjoncturel de fécondité évolue de 5,5 enfants par femme vers 1750 à 2,1 avant 1939. Après la Libération, on assiste à une modification sensible et durable des comportements. De 1946 à 1966, le niveau élevé de la fécondité tranche avec celui des autres décennies du siècle. L'indicateur conjoncturel de fécondité se maintient au-dessus de 2,6 pendant vingt ans. Il augmente de 1980 à 1982 du fait de la hausse momentanée des naissances de deuxièmes, troisièmes et quatrièmes enfants. Il diminue dans la première moitié des années quatre-vingt-dix (1,66 enfant par femme en 1993 et 1994) et se relève les années suivantes jusqu'à 2,03 en 2010. Mais depuis 2010 il chute brutalement pour atteindre 1,68 en 2023.
Sur le plan de l'évolution des naissances par rapport à la composition familiale, plusieurs constatations peuvent être faites. On contate par exemple une forte progression des naissances issues de parents immigrés : le taux de naissances issues d’au moins un parent immigré passe de 23 % en 1998 (soit 177 176 sur 767 906 naissances) à 32 % en 2022 (235 024 sur 725 997). Les naissances hors mariage augmentent fortement : elles ne constituaient que 9 % des naissances en 1901, mais atteignent en 2023 le taux de 64 %.